# Zdeněk Grygera
Zdeněk Grygera (Přílepy, 1980. május 14. –) cseh válogatott labdarúgóhátvéd.
Grygera tagja volt a cseh válogatott keretének a 2004-es európa-bajnokságon és a 2006-os világbajnokságon. 2006 nyarán elhagyta volna az Ajaxot a Juventus kedvéért, de az olasz bundabotrány miatt még egy évet Hollandiában töltött és csak 2007-ben szerződött Olaszországba. 2006 augusztusában voltak, olyan felvetések, hogy a Tottenham Hotspur szeretné leigazolni, de Grygera nem akart a Premier Leagueben játszani.
2007. január 10-én az Ajax technikai igazgatója Martin Van Geel megerősítette azt az információt, mely szerint Grygera mindenképen a Juventushoz szeretne igazolni, mivel az Ajaxal való szerződése lejár.

## Külső hivatkozások
- Adatlap az UEFA honlapján
- Adatlap